# Milton Kuelle
Milton Martins Kuelle, conhecido por Formiguinha (Porto Alegre, 22 de agosto de 1933), é um ex-futebolista e político brasileiro. Em campo, atuava como meia.
Milton jogou toda sua carreira profissional em apenas um clube, o Grêmio Foot-Ball Porto Alegrense, sendo considerado um jogador moderno para a época, pois tinha um preparo físico acima da média, o que possibilitava armar jogadas em todas as partes do campo e ajudar muito na marcação, dai seu apelido formiguinha. 
Abandonou o futebol para seguir a carreira de dentista, mas a sua identificação com o Grêmio fez com que se tornasse um dos conselheiros do clube e dirigente do departamento de futebol. É um dos ídolos da torcida e esta entre os 10 maiores artilheiros do tricolor gaúcho com 117 gols marcados.
Em 2012, como homenagem, o Grêmio convidou para uma pequena apresentação no campo da arena recém inaugurada, assim, Kuelle pisou nos três estádios do clube: Estádio da Baixada, Estádio Olímpico Monumental e Arena do Grêmio, uma honra para poucos.
Entre 1964 à 1968, foi eleito vereador de Porto Alegre pelo PSD. Com o bipartidarismo, em instaurado pelo AI2, ingressou na Arena. Em 1968 concorreu a reeleição, mas ficou na suplência e depois abandonou a política. 

## Títulos
Grêmio
- Campeonato Gaúcho:1956 a 1960,1962 a 1965.